# Vernonia
Vernonia es un género de cerca de 1000 especies de arbustos perteneciente a la familia Asteraceae.  Algunas especies son comestibles y tienen gran valor económico. Se las conoce por tener unas flores con un color púrpura intenso. El género fue nombrado en honor del botánico inglés William Vernon. Por la gran cantidad de especies hay numerosos subgéneros y subsecciones para dividir este gran género en pequeños grupos.

## Descripción
Son hierbas anuales o perennes, arbustos o árboles, erectos a escandentes, ramas frecuentemente estriadas, pubescentes o glabras. Hojas alternas, simples, caulinares. Capitulescencias de cimas escorpioides, corimbos o panículas, a veces condensadas en fascículos densos o glomérulos, terminales o axilares; capítulos discoides, con 3–100 flósculos, frecuentemente abrazados por brácteas foliáceas; involucros campanulados a cilíndricos; filarias en 3–6 series, imbricadas, graduadas, las internas largas, ocasionalmente caedizas, las exteriores más cortas y persistentes; receptáculos planos o subconvexos; corolas tubulares, regulares, 5-lobadas, frecuentemente resinoso-punteadas, blancas, rosadas o purpúreas; estambres 5, las anteras apendiculadas en el ápice, sagitadas en la base; estilos alargados, normalmente bien exertos, con tricomas agudos en la superficie exterior. Aquenios turbinados a cilíndricos, acostillados o angulados, pubescentes o glabros; vilano de cerdas delgadas o escamas, en 2 series, la serie exterior generalmente mucho más corta y ligeramente aplanada.

## Usos
V. galamensis es usado como aceite de semilla en el este de África.

## Ecología
Especies de Vernonia son usadas como alimento por las larvas de algunas especies de  Lepidopteras, incluyendo Coleophora vernoniaeella (que come exclusivamente del género) y Schinia regia (que come exclusivamente de V. texana).
Comprende 2302 especies descritas y de estas, solo 649  aceptadas.

## Taxonomía
El género fue descrito por Johann Christian Daniel von Schreber y publicado en Genera Plantarum 2: 541. 1791.	La especie tipo es: Vernonia noveboracensis (L.) Michx.

## Especies

### Norteamérica
- Vernonia acaulis
- Vernonia altissima
- Vernonia alamanii DC.
- Vernonia arkansana
- Vernonia angustifolia
- Vernonia baldwinii
- Vernonia blodgettii
- Vernonia fasciculata
- Vernonia flaccidifolia
- Vernonia gigantea
- Vernonia glauca
- Vernonia larseniae
- Vernonia lettermannii
- Vernonia lindheimeri
- Vernonia marginata
- Vernonia missurica
- Vernonia noveboracensis
- Vernonia polysphaera
- Vernonia pulchella
- Vernonia texana

### Sudamérica
- Vernonia cognata

### África
- Vernonia amygdalina
- Vernonia calvoana
- Vernonia colorata
- Vernonia galamensis
- Vernonia staehelinoides

## Nombres comunes
Algunas especies, como Vernonia remotifolia Rich., reciben el nombre de rompesaragüey en Cuba.